# North Wales (région électorale du Senedd)
Pour les articles homonymes, voir North Wales (homonymie).
North Wales est une région électorale de l'Assemblée nationale du pays de Galles, composée de neuf circonscriptions. La région élit treize membres, neuf membres de circonscription directement élus et quatre membres supplémentaires. La région électorale a été utilisée pour la première fois en 1999, lors de la création de l'Assemblée du pays de Galles.
Chaque circonscription élit un membre de l'Assemblée par le système uninominal majoritaire, et la région dans son ensemble élit quatre membres de l'Assemblée supplémentaires ou complémentaires, afin de créer un certain degré de représentation proportionnelle. Les sièges supplémentaires sont attribués à partir des listes fermées par la méthode d'Hondt, les résultats des circonscriptions étant pris en compte dans l'allocation.

## Frontières du comté
Créé en 1999, la région a couvert la plupart du comté préservé de Clwyd, une partie du comté préservé de Gwynedd, et une partie du comté préservé de Powys. D'autres parties de ces comtés préservés se trouvaient dans la région électorale du Mid and West Wales. Pour l'élection de l'Assemblée galloise, les limites ont changé, et la région couvre maintenant tout le comté préservé de Clwyd et une partie du comté préservé de Gwynedd. Le reste de Gwynedd se trouve dans la région du centre et de l'ouest du pays de Galles.

## Profil de la région électorale
La région est un mélange de zones rurales et de zones urbaines, avec une population plus élevée à l'est, où se trouve la plus grande ville de la région, Wrexham, et l'agglomérations ouvrière de Deeside. Les régions occidentales, y compris l'île de Anglesey (Ynys Mon), sont en grande partie rurales. Bien qu'Anglesey et Gwynedd abritent un grand nombre de locuteurs gallois, la langue n'est pas largement parlée dans le nord-est.

## Circonscription
Les neuf circonscriptions porte les noms et les limites des circonscriptions parlementaires de la Chambre des communes du Parlement du Royaume-Uni (Westminster). Aux élections de Westminster, toutefois, il n'y a pas de régions électorales et les changements de circonscriptions sont devenus effectifs pour les élections générales de 2010.
| Circonscription  | 2016 Résultat | 2016 Résultat                     | Comté préservé           |
| ---------------- | ------------- | --------------------------------- | ------------------------ |
| Aberconwy        |               | Janet Finch-Saunders Conservateur | Entièrement dans Clwyd   |
| Alyn and Deeside |               | Carl Sargeant Labour              | Entièrement dans Clwyd   |
| Arfon            |               | Siân Gwenllian Plaid Cymru        | Entièrement dans Gwynedd |
| Clwyd South      |               | Ken Skates Labour                 | Entièrement dans Clwyd   |
| Clwyd West       |               | Darren Millar Conservateur        | Entièrement dans Clwyd   |
| Delyn            |               | Hannah Blythyn Labour             | Entièrement dans Clwyd   |
| Vale of Clwyd    |               | Ann Jones Labour                  | Entièrement dans Clwyd   |
| Wrexham          |               | Lesley Griffiths Labour           | Entièrement dans Clwyd   |
| Ynys Môn         |               | Rhun ap Iorwerth Plaid Cymru      | Entièrement dans Gwynedd |

## Membres de l'Assemblée

### Circonscription AMs
| Term | Élection | Conwy                 | Conwy                      | Alyn and Deeside    | Alyn and Deeside      | Caernarfon          | Caernarfon            | Clwyd South | Clwyd South          | Clwyd West | Clwyd West          | Delyn | Delyn                | Vale of Clwyd | Vale of Clwyd   | Wrexham | Wrexham                                          | Ynys Môn | Ynys Môn             |
| ---- | -------- | --------------------- | -------------------------- | ------------------- | --------------------- | ------------------- | --------------------- | ----------- | -------------------- | ---------- | ------------------- | ----- | -------------------- | ------------- | --------------- | ------- | ------------------------------------------------ | -------- | -------------------- |
| 1er  | 1999     |                       | Gareth Jones (PC)          |                     | Tom Middlehurst (Lab) |                     | Dafydd Wigley (PC)    |             | Karen Sinclair (Lab) |            | Alun Pugh (Lab)     |       | Alison Halford (Lab) |               | Ann Jones (Lab) |         | John Marek (Lab) (later JMIP then Forward Wales) |          | Ieuan Wyn Jones (PC) |
| 2e   | 2003     |                       | Denise Idris Jones (Lab)   | Carl Sargeant (Lab) | Alun Ffred Jones (PC) | Sandy Mewies (Lab)  |                       |             | Karen Sinclair (Lab) |            | Alun Pugh (Lab)     |       |                      |               | Ann Jones (Lab) |         | John Marek (Lab) (later JMIP then Forward Wales) |          | Ieuan Wyn Jones (PC) |
| Term | Élection | Aberconwy             | Aberconwy                  | Alyn and Deeside    | Alyn and Deeside      | Arfon               | Arfon                 | Clwyd South | Clwyd South          | Clwyd West | Clwyd West          | Delyn | Delyn                | Vale of Clwyd | Vale of Clwyd   | Wrexham | Wrexham                                          | Ynys Môn | Ynys Môn             |
| 3e   | 2007     |                       | Gareth Jones (PC)          |                     | Carl Sargeant (Lab)   |                     | Alun Ffred Jones (PC) |             | Karen Sinclair (Lab) |            | Darren Millar (Con) |       | Sandy Mewies (Lab)   |               | Ann Jones (Lab) |         | Lesley Griffiths (Lab)                           |          | Ieuan Wyn Jones (PC) |
| 4e   | 2011     |                       | Janet Finch-Saunders (Con) | Ken Skates (Lab)    | Carl Sargeant (Lab)   |                     | Alun Ffred Jones (PC) |             |                      |            | Darren Millar (Con) |       | Sandy Mewies (Lab)   |               | Ann Jones (Lab) |         | Lesley Griffiths (Lab)                           |          | Ieuan Wyn Jones (PC) |
| 4e   | 2013     | Rhun ap Iorwerth (PC) | Janet Finch-Saunders (Con) | Ken Skates (Lab)    | Carl Sargeant (Lab)   |                     | Alun Ffred Jones (PC) |             |                      |            | Darren Millar (Con) |       | Sandy Mewies (Lab)   |               | Ann Jones (Lab) |         | Lesley Griffiths (Lab)                           |          |                      |
| 5e   | 2016     | Rhun ap Iorwerth (PC) | Janet Finch-Saunders (Con) | Ken Skates (Lab)    | Carl Sargeant (Lab)   | Siân Gwenllian (PC) | Hannah Blythyn (Lab)  |             |                      |            | Darren Millar (Con) |       |                      |               | Ann Jones (Lab) |         | Lesley Griffiths (Lab)                           |          |                      |

### Liste Régional AMs
N.B. Ce tableau est uniquement à des fins de présentation
| Term | Élection | AM                        | AM                   | AM                    | AM                 | AM | AM                       | AM | AM               |
| ---- | -------- | ------------------------- | -------------------- | --------------------- | ------------------ | -- | ------------------------ | -- | ---------------- |
| 1er  | 1999     |                           | Rod Richards (Con)   |                       | Peter Rogers (Con) |    | Christine Humphreys (LD) |    | Janet Ryder (PC) |
| 1er  | 2001     | Eleanor Burnham (LD)      | Rod Richards (Con)   |                       | Peter Rogers (Con) |    |                          |    | Janet Ryder (PC) |
| 1er  | 2002     | Eleanor Burnham (LD)      | David Jones (Con)    |                       | Peter Rogers (Con) |    |                          |    | Janet Ryder (PC) |
| 2e   | 2003     | Eleanor Burnham (LD)      | Mark Isherwood (Con) | Brynle Williams (Con) |                    |    |                          |    | Janet Ryder (PC) |
| 3e   | 2007     | Eleanor Burnham (LD)      | Mark Isherwood (Con) | Brynle Williams (Con) |                    |    |                          |    | Janet Ryder (PC) |
| 4e   | 2011     | Antoinette Sandbach (Con) | Mark Isherwood (Con) | Aled Roberts (LD)     | Llyr Gruffydd (PC) |    |                          |    |                  |
| 4e   | 2015     | Janet Haworth (Con)       | Mark Isherwood (Con) | Aled Roberts (LD)     | Llyr Gruffydd (PC) |    |                          |    |                  |
| 5e   | 2016     |                           | Mark Isherwood (Con) | Nathan Gill (UKIP)    | Llyr Gruffydd (PC) |    | Michelle Brown (UKIP)    |    |                  |
| 5e   | 2016     |                           | Mark Isherwood (Con) | Nathan Gill (UKIP)    | Llyr Gruffydd (PC) |    | Michelle Brown (UKIP)    |    |                  |

## Assemblée galloise élection des membres supplémentaires 2016
| Parti | Parti                                   | Sièges circonscription | Liste Votes (vote %) | D'Hondt Entitlement | Membres supplémentaires élus | Total Membres Élus | Déviation depuis D'Hondt Entitlement |
| ----- | --------------------------------------- | ---------------------- | -------------------- | ------------------- | ---------------------------- | ------------------ | ------------------------------------ |
|       | Labour                                  | 5                      | 57,528 (28,1 %)      | ?                   | 0                            | 5                  | 0                                    |
|       | Plaid Cymru                             | 2                      | 47,701 (23,3 %)      | ?                   | 1                            | 3                  | 0                                    |
|       | Conservateur                            | 2                      | 45,468 (22,2 %)      | ?                   | 2                            | 4                  | 0                                    |
|       | UKIP                                    | 0                      | 25,518 (12,5 %)      | 2                   | 0                            | 0                  | 0                                    |
|       | Abolish the Welsh Assembly              | 0                      | 9,409 (4,6 %)        | 0                   | 0                            | 0                  | 0                                    |
|       | Liberal Democrats                       | 0                      | 9,345 (4,6 %)        | 0                   | 0                            | 0                  | 0                                    |
|       | Green                                   | 0                      | 4,789 (2,3 %)        | 0                   | 0                            | 0                  | 0                                    |
|       | Association of Welsh Local Independents | 0                      | 1,865 (0,9 %)        | 0                   | 0                            | 0                  | 0                                    |
|       | Monster Raving Loony                    | 0                      | 1,355 (0,7 %)        | 0                   | 0                            | 0                  | 0                                    |
|       | Independent - Mark Young                | 0                      | 926 (0,5 %)          | 0                   | 0                            | 0                  | 0                                    |
|       | Welsh Communist Party                   | 0                      | 586 (0,3 %)          | 0                   | 0                            | 0                  | 0                                    |

### Les AM régionaux élus en 2016
| Parti | Parti        | Nom                |
| ----- | ------------ | ------------------ |
|       | Conservateur | Mark Isherwood     |
|       | UKIP         | Michelle Brown     |
|       | UKIP         | Nathan Gill        |
|       | Plaid Cymru  | Llyr Huws Gruffydd |

## Assemblée galloise élection des membres supplémentaires 2011
| Parti | Parti                      | Sièges circonscription | Liste Votes (vote %) | D'Hondt Entitlement | Membres supplémentaires élus | Total Membres Élus | Déviation depuis D'Hondt Entitlement |
| ----- | -------------------------- | ---------------------- | -------------------- | ------------------- | ---------------------------- | ------------------ | ------------------------------------ |
|       | Labour                     | 5                      | 62,677 (32,2 %)      | 5                   | 0                            | 5                  | 0                                    |
|       | Conservateur               | 2                      | 52,201 (26,8 %)      | 4                   | 2                            | 4                  | 0                                    |
|       | Plaid Cymru                | 2                      | 41,701 (21,4 %)      | 3                   | 1                            | 3                  | 0                                    |
|       | Liberal Democrats          | 0                      | 11,507 (5,9 %)       | 1                   | 1                            | 1                  | 0                                    |
|       | UKIP                       | 0                      | 9,608 (4,9 %)        | 0                   | 0                            | 0                  | 0                                    |
|       | Socialist Labour           | 0                      | 4,895 (2,5 %)        | 0                   | 0                            | 0                  | 0                                    |
|       | BNP                        | 0                      | 4,785 (2,5 %)        | 0                   | 0                            | 0                  | 0                                    |
|       | Green                      | 0                      | 4,406 (2,3 %)        | 0                   | 0                            | 0                  | 0                                    |
|       | Welsh Christian            | 0                      | 1,401 (0,7 %)        | 0                   | 0                            | 0                  | 0                                    |
|       | Jason Weyman - Independent | 0                      | 1,094 (0,6 %)        | 0                   | 0                            | 0                  | 0                                    |
|       | Communist                  | 0                      | 523 (0,3 %)          | 0                   | 0                            | 0                  | 0                                    |

### Les AM régionaux élus en 2011
| Parti | Parti             | Nom                   |
| ----- | ----------------- | --------------------- |
|       | Conservateur      | Mark Isherwood        |
|       | Conservateur      | Antoinette Sandbach † |
|       | Liberal Democrats | Aled Roberts          |
|       | Plaid Cymru       | Llyr Huws Gruffydd    |

† A démissionné de son poste d'AM après son élection à la Chambre des communes le 7 mai 2015; remplacé par Janet Haworth le 27 mai 2015.

## Assemblée galloise élection des membres supplémentaires 2007[5]
| Parti | Parti             | Sièges circonscription | Liste Votes (vote %) | D'Hondt Entitlement | Membres supplémentaires élus | Total Membres Élus | Déviation depuis D'Hondt Entitlement |
| ----- | ----------------- | ---------------------- | -------------------- | ------------------- | ---------------------------- | ------------------ | ------------------------------------ |
|       | Labour            | 5                      | 51,831 (26,4 %)      | 4                   | 0                            | 5                  | +1                                   |
|       | Plaid Cymru       | 3                      | 50,558 (25,7 %)      | 4                   | 1                            | 4                  | 0                                    |
|       | Conservateur      | 1                      | 50,266 (25,6 %)      | 4                   | 2                            | 3                  | −1                                   |
|       | Liberal Democrats | 0                      | 15,275 (7,8 %)       | 1                   | 1                            | 1                  | 0                                    |
|       | BNP               | 0                      | 9,986 (5,1 %)        | 0                   | 0                            | 0                  | 0                                    |
|       | UKIP              | 0                      | 8,015 (4,1 %)        | 0                   | 0                            | 0                  | 0                                    |
|       | Green             | 0                      | 5,660 (2,9 %)        | 0                   | 0                            | 0                  | 0                                    |
|       | Socialist Labour  | 0                      | 2,209 (1,1 %)        | 0                   | 0                            | 0                  | 0                                    |
|       | Welsh Christian   | 0                      | 1,300 (0,7 %)        | 0                   | 0                            | 0                  | 0                                    |
|       | Communist         | 0                      | 700 (0,4 %)          | 0                   | 0                            | 0                  | 0                                    |
|       | Christian Peoples | 0                      | 642 (0,3 %)          | 0                   | 0                            | 0                  | 0                                    |

## Assemblée galloise élection des membres supplémentaires 2003[6]
| Parti | Parti                   | Sièges circonscription | Liste Votes (vote %) | D'Hondt Entitlement | Membres supplémentaires élus | Total Membres Élus | Déviation depuis D'Hondt Entitlement |
| ----- | ----------------------- | ---------------------- | -------------------- | ------------------- | ---------------------------- | ------------------ | ------------------------------------ |
|       | Labour                  | 6                      | 55,250 (31,57 %)     | 6                   | 0                            | 6                  | 0                                    |
|       | Plaid Cymru             | 2                      | 41,640 (23,79 %)     | 3                   | 1                            | 3                  | 0                                    |
|       | Conservateur            | 0                      | 38,543 (22,02 %)     | 2                   | 2                            | 2                  | 0                                    |
|       | Liberal Democrats       | 0                      | 17,503 (10,00 %)     | 1                   | 1                            | 1                  | 0                                    |
|       | Independent- John Marek | 1                      | 11,008 (6.29.%)      | 1                   | 0                            | 1                  | 0                                    |
|       | UKIP                    | 0                      | 4,500 (2,57 %)       | 0                   | 0                            | 0                  | 0                                    |
|       | Green                   | 0                      | 4,200 (2,40 %)       | 0                   | 0                            | 0                  | 0                                    |
|       | Cymru Annibynnol        | 0                      | 1,552 (0,89 %)       | 0                   | 0                            | 0                  | 0                                    |
|       | Communist               | 0                      | 522 (0,30 %)         | 0                   | 0                            | 0                  | 0                                    |
|       | ProLife Alliance        | 0                      | 310 (0,18 %)         | 0                   | 0                            | 0                  | 0                                    |

## Anciennes circonscriptions

### 1999à2007
| Circonscription  | Comté préservé                             |
| ---------------- | ------------------------------------------ |
| Alyn and Deeside | Entièrement dans Clwyd                     |
| Caernarfon       | Entièrement dans Gwynedd                   |
| Clwyd South      | partiellement Clwyd, partiellement Powys   |
| Clwyd West       | Entièrement dans Clwyd                     |
| Conwy            | partiellement Clwyd, partiellement Gwynedd |
| Delyn            | Entièrement dans Clwyd                     |
| Vale of Clwyd    | Entièrement dans Clwyd                     |
| Wrexham          | Entièrement dans Clwyd                     |
| Ynys Môn         | Entièrement dans Gwynedd                   |

## Assemblée galloise élection des membres supplémentaires 1999
| Parti | Parti                   | Sièges circonscription | Liste Votes (vote %) | D'Hondt Entitlement | Membres supplémentaires élus | Total Membres Elus | Déviation depuis D'Hondt Entitlement |
| ----- | ----------------------- | ---------------------- | -------------------- | ------------------- | ---------------------------- | ------------------ | ------------------------------------ |
|       | Labour                  | 6                      | 70,625 (41,79 %)     | 6                   | 0                            | 6                  | 0                                    |
|       | Plaid Cymru             | 3                      | 50,757 (30,04 %)     | 4                   | 1                            | 4                  | 0                                    |
|       | Conservateur            | 0                      | 20,993 (12,42 %)     | 2                   | 2                            | 2                  | 0                                    |
|       | Liberal Democrats       | 0                      | 18,527 (10,96 %)     | 1                   | 1                            | 1                  | 0                                    |
|       | Green                   | 0                      | 4,082 (2,42 %)       | 0                   | 0                            | 0                  | 0                                    |
|       | People's Representative | 0                      | 2,074 (1,23 %)       | 0                   | 0                            | 0                  | 0                                    |
|       | Socialist Alliance      | 0                      | 1,257 (0,74 %)       | 0                   | 0                            | 0                  | 0                                    |
|       | Natural Law             | 0                      | 676 (0,40 %)         | 0                   | 0                            | 0                  | 0                                    |